# Saproscincus czechurai
Espèce
Synonymes
- Lampropholis czechurai Ingram & Rawlinson, 1981

Statut de conservation UICN

 LC  : Préoccupation mineure
Saproscincus czechurai est une espèce de sauriens de la famille des Scincidae.

## Répartition

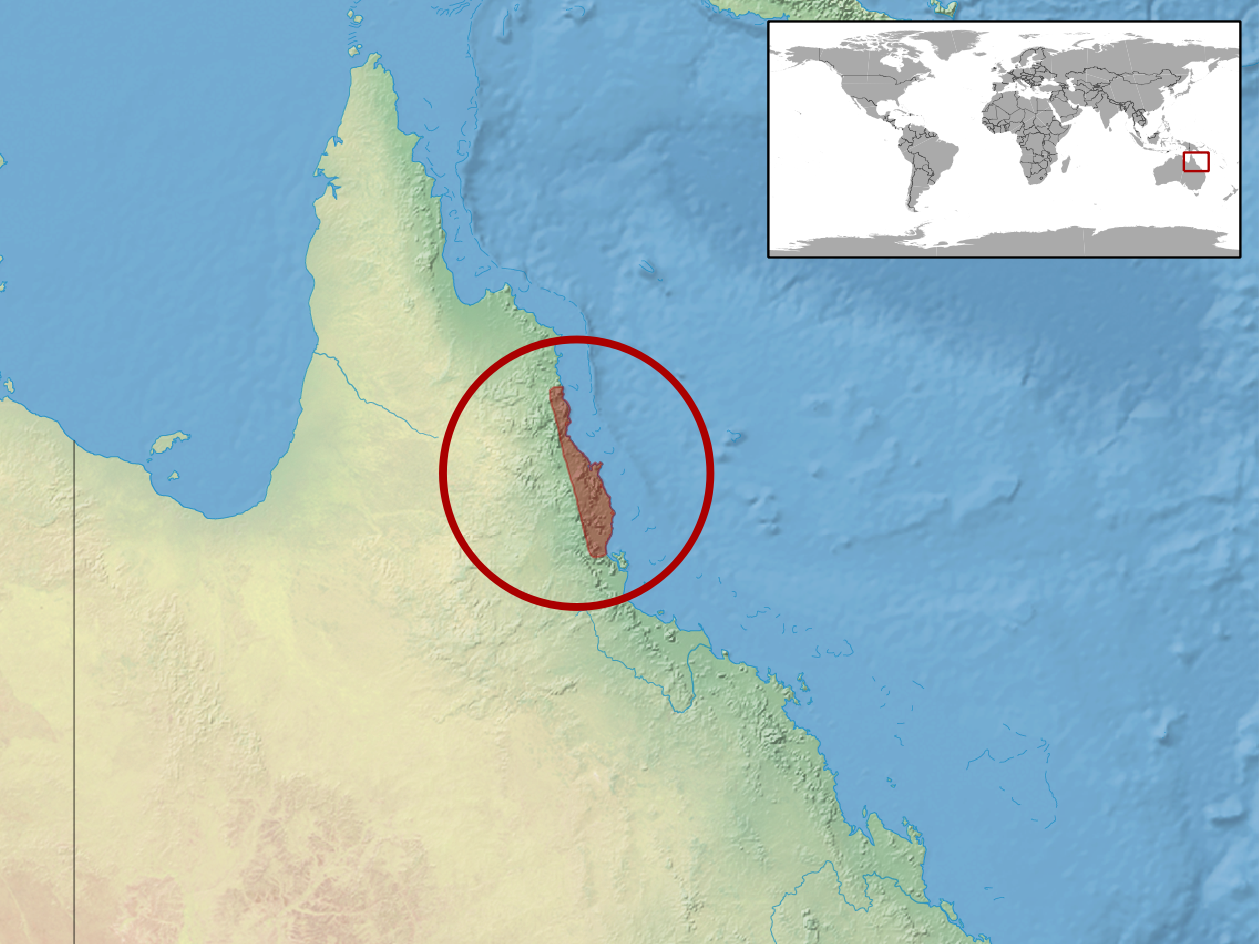
Répartition de l'espèce.

Cette espèce est endémique d'Australie. Elle se rencontre au Queensland et en Nouvelle-Galles du Sud.

## Description
C'est un saurien ovipare.

## Étymologie
Cette espèce est nommée en l'honneur de Greg V. Czechura.

## Publication originale
- Ingram & Rawlinson, 1981 : Five new species of skinks (genus Lampropholis) from Queensland and New South Wales. Memoirs of the Queensland Museum, vol. 20, no 2, p. 311-317.